# Palicourea tenuis
Palicourea tenuis är en måreväxtart som beskrevs av Paul Carpenter Standley. Palicourea tenuis ingår i släktet Palicourea och familjen måreväxter.
Artens utbredningsområde är Bolivia. Inga underarter finns listade i Catalogue of Life.